# Ezra Mahon Bagley
Ezra Mahon Bagley (Albany (Vermont), 3 januari 1853 – Liverpool, 8 juli 1886) was een Amerikaans componist, kornettist en trompettist. Hij is de oudere broer van de componist, kornettist en trombonist Edwin Eugene Bagley, die onder andere de mars National Emblem schreef. In de familie waren twee meisjes en acht jongens. Zes van de acht jongens waren muzikant tijdens de Amerikaanse Burgeroorlog.

## Levensloop
Bagley zong in zijn jonge jaren als jongenssopraan en trad in vele kerken op. Op 13-jarige leeftijd trok hij, samen met zijn broer met de "Leavitt's Concert Company", die later haar naam in "Leavitt's Swiss Bellringers" veranderde, door grote steden in het hele land. Zijn eerste blaasinstrument was een althoorn in Es, maar hij studeerde later kornet bij L. S. Batchelder in Boston. In de zomer 1869 concerteerde hij als kornet solist met de Boston Commons Band. In 1870 werd hij solo-kornettist bij de Germania Band of Boston en was ook lid van de D.C. Hall's New Concert And Quadrille Band. In 1874 en 1875 speelde hij kornetsolo's met de South Windham Band. Tijdens de Europa-concertreis van de Patrick Sarsfield Gilmore-Band in 1878 verving hij de 1e kornettist Benjamin C. Bent (1848-1897), een van de beroemde vier Bent-Brothers.
Van 1880 tot 1884 was hij trompettist in het Boston Symphony Orchestra. In 1886 organiseerde hij een concert-company voor een concertreis naar Europa. Tijdens deze reis overleed hij in een Ziekenhuis te Liverpool.
Als componist liet hij - net als zijn broer - marsen en een bekende kornet/trompet-solo met begeleiding van een harmonieorkest na.

## Composities

### Werken voor harmonieorkest
- 1874 Independence, mars
- Exhilaration, mars
- On Time, mars
- The Boys in Blue, mars
- The Three Star Polka, voor cornet solo en harmonieorkest